# Háttatal
Háttatal (c. 20.000 palavras) é a última secção da Edda em prosa composta pelo poeta e historiador islandês Snorri Sturluson. Exemplifica, essencialmente, os tipos de versos usados na poesia em língua nórdica antiga. A maioria das formas usadas dependem dos números de sílabas por linha, como assonância, consonância e aliteração.